# 福島幸雄
福島 幸雄（ふくしま ゆきお、1928年〈昭和3年〉6月8日 - 2001年〈平成13年〉1月11日）は、NHKのアナウンサー。

## 来歴・人物
東京生まれ。日本大学第一中学校（現在の日本大学第一高等学校）を経て、千葉外事専門学校（現在の麗澤大学）を卒業した。
1949年（昭和24年）、NHKにアナウンサーとして入局した。同期には八木治郎、小川宏といった、後に民放のワイドショーで司会を担当するアナウンサーがいた。
1960年（昭和35年）から2年間、アメリカ・ワシントンのVOAに出向し、東京オリンピックをはじめとしたスポーツ実況、『ニュースセンター9時』（NC9）のスポーツコーナー、『スポーツアワー』の司会などスポーツキャスターの草分けとして活動し、夏冬で5回の五輪を担当した。
1985年（昭和60年）に定年退職した後も、NHKワールド・ラジオ日本などに出演した。
2001年1月11日、大腸癌のため死去した。72歳没。

### NC9スポーツキャスター
5年間スポーツキャスターを務めたNC9では、スポーツを通じての人間ドラマを伝え、勝敗の結果だけだったニュース番組に「スポーツコーナー」の枠を定着させた。1974年（昭和49年）10月14日の最大のニュースは、長嶋茂雄の引退であった。その夜、長嶋は福島の求めに応じ、新調のスーツで生出演する約束になっていた。そこで福島は、何とか長嶋引退をトップニュースに、と頼み込んだが、局内では「スポーツごときをトップにするなどとは…」という雰囲気が圧倒的だった。それでも福島はあきらめきれず、頭を下げてトップに懇願すると編集長兼キャスターの磯村尚徳がひと言「やりましょう」と応じ、福島は感激した。初期の頃、スポーツをトップに持ってきたのは、この長嶋引退試合と北の湖の最年少横綱昇進ニュースの2つだけで、当時はまだ批判が強く、NHK内では勇気のいる判断だった。

## 出演番組
- テレビスポーツ教室 - 聞き手
- ニュースセンター9時
- スポーツアワー
- ジスイズマイカントリー'85科学万博